# MESSENGER
A MESSENGER (MErcury Surface, Space ENvironment, GEochemistry, and Ranging) a Discovery-program hetedik, a Merkúr második űrszondája és első műholdja.
Műszereivel lefényképezte az egész bolygót, tanulmányozta a mágneses mezőt, a légkört és a szerkezetet. A küldetés teljes költségét - beleértve a rakéták költségét is - 450 millió amerikai dollár alá becsülték 2012-ben.

## Küldetése
Az űrszondát 2004. augusztus 3-án indították Cape Canaveral Space Force Stationból egy Delta II rakétával. Útja során hat alkalommal közelített meg bolygókat, hogy hintamanőver segítségével elérje végső célját, a Merkúr körüli orbitális pályát.

Az űrszonda pályája

2008. január 14-én közelítette meg először a Merkúrt. A bolygó mellett 200 km-rel elhaladó szonda a korábban a Mariner–10 által feltérképezetlen részek egy részét is lefényképezte. 2008. október 6-án, a második találkozás során a még feltérképezetlen területek nagy része is lefényképezhető volt. Az elrepüléskor a szonda mintegy 1200 képet készített, főleg az eddig ismeretlen nyugati féltekéről, mérte a mágneses mezőt, és lézerrel a felszín topográfiáját. Az elrepülés után a bolygó felszínének mintegy 95%-áról áll rendelkezésre fénykép, 80%-ról a MESSENGER, a maradékról csak a Mariner–10 felvételeiről. Az elrepüléskor készített felvételek alapján a bolygó felszíne sokkal homogénebb, mint a Holdé vagy a Marsé, a mágneses mező is nagyon szabályos (ellentétben például a Marssal). Sikerült kimutatni a nagyon ritka légkörben a felszínről származó magnézium jelenlétét.
2009. szeptember 29-én volt a Merkúr utolsó megközelítése és egyben a legközelebbi is. A megközelítés közben, a legnagyobb közelség elérése előtt, a bolygó árnyékán való áthaladás alatt, valószínűleg a napelemek helyett az akkumulátorokról történő (előre tervezett) üzemelés miatt az űrszonda biztonsági üzemmódba kapcsolt, többek között leállt a kommunikáció az irányítóközponttal is. A bolygó mögötti, majdnem egyórás elhaladás után a kapcsolatot sikerült helyreállítani, de az üzemzavar alatt a tudományos műszerek adatgyűjtése szünetelt, ami többek között az űrszonda pontos gyorsulási adatai, melyek a bolygó gravitációs terének, ezen keresztül összetételének megismerése szempontjából fontosak, valamint a neutron-spektrométer adatai, a legnagyobb közelség idejéről elvesztek, ami azért probléma, mert a szonda a bolygó körül ennél magasabb pályán fog keringeni. A hintamanővert az üzemzavar nem érintette, így a megfelelő pályán repülve folytatta útját.
2011. március 18-án állt 2 órás, igen magas elliptikus pályára a Merkúr körül. 2011 novemberében a NASA bejelentette, hogy az eredetileg 2012. március 17-ig tartó tudományos munkát egy évvel meghosszabbították további adatgyűjtés céljából.
2013. november 18-án feladata az Encke-üstökös megfigyelése volt, majd egy nappal később, november 19-én az ISON-üstökös haladt el a közelében. Mindkét esetben az érzékelőit az üstökösök felé fordította.
2015-re üzemanyaga elfogyott. Utoljára április 24-én kapott parancsokat, majd április 30-án a Merkúrba csapódott.

### Közelrepülések

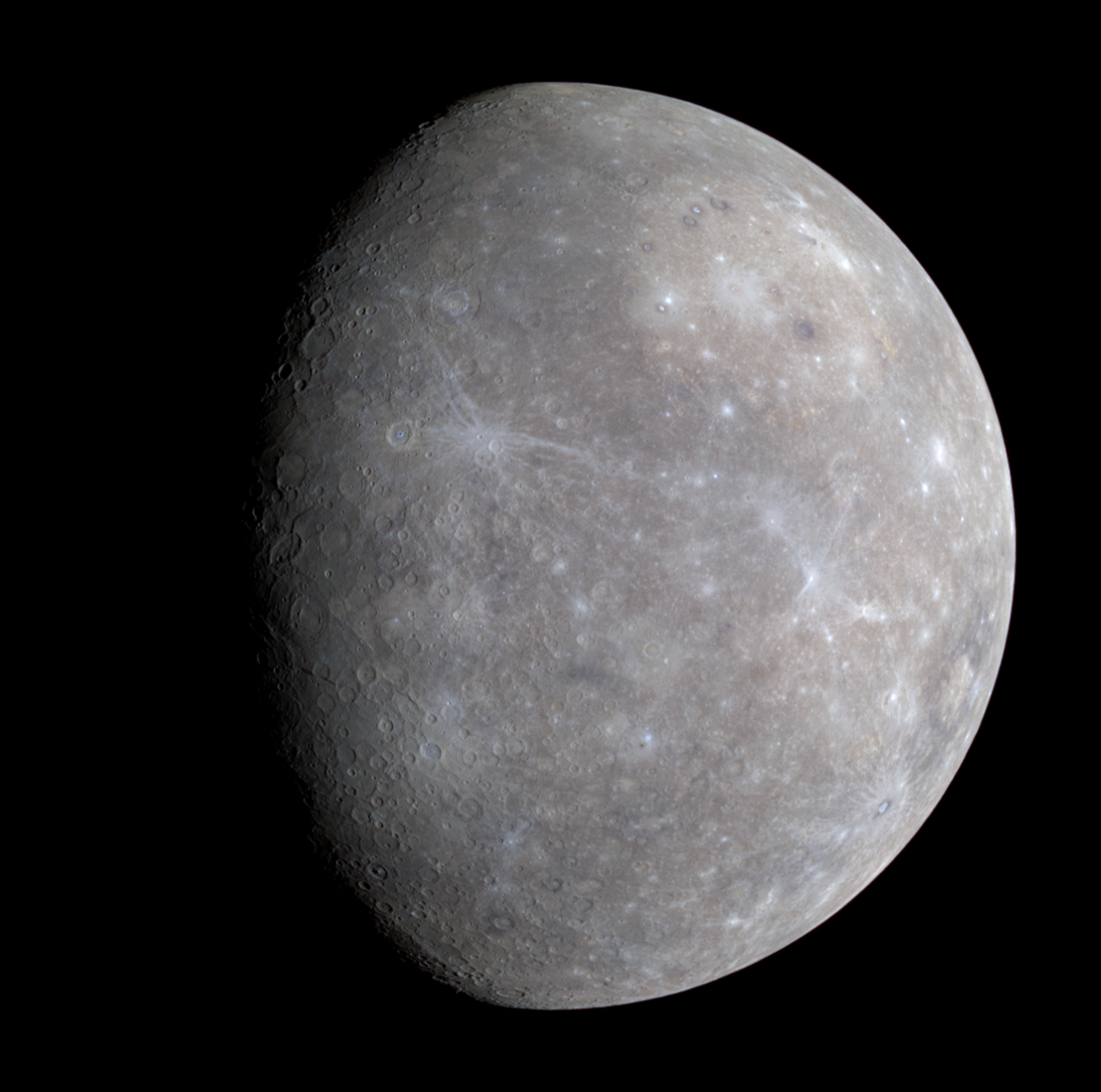
A Merkúr az első megközelítés alkalmával, 2008. január 14-én

| Bolygó | Időpont              | Legkisebb távolság           |
| ------ | -------------------- | ---------------------------- |
| Föld   | 2005. augusztus 2.   | 2 347 km                     |
| Vénusz | 2006. október 24.    | 2 990 km                     |
| Vénusz | 2007. június 5.      | 338 km                       |
| Merkúr | 2008. január 14.     | minimum 200 km               |
| Merkúr | 2008. október 6.     | 201 km                       |
| Merkúr | 2009. szeptember 29. | 228 km                       |
| Merkúr | 2011. március 18.    | pályára állás a bolygó körül |

## Az űrszonda

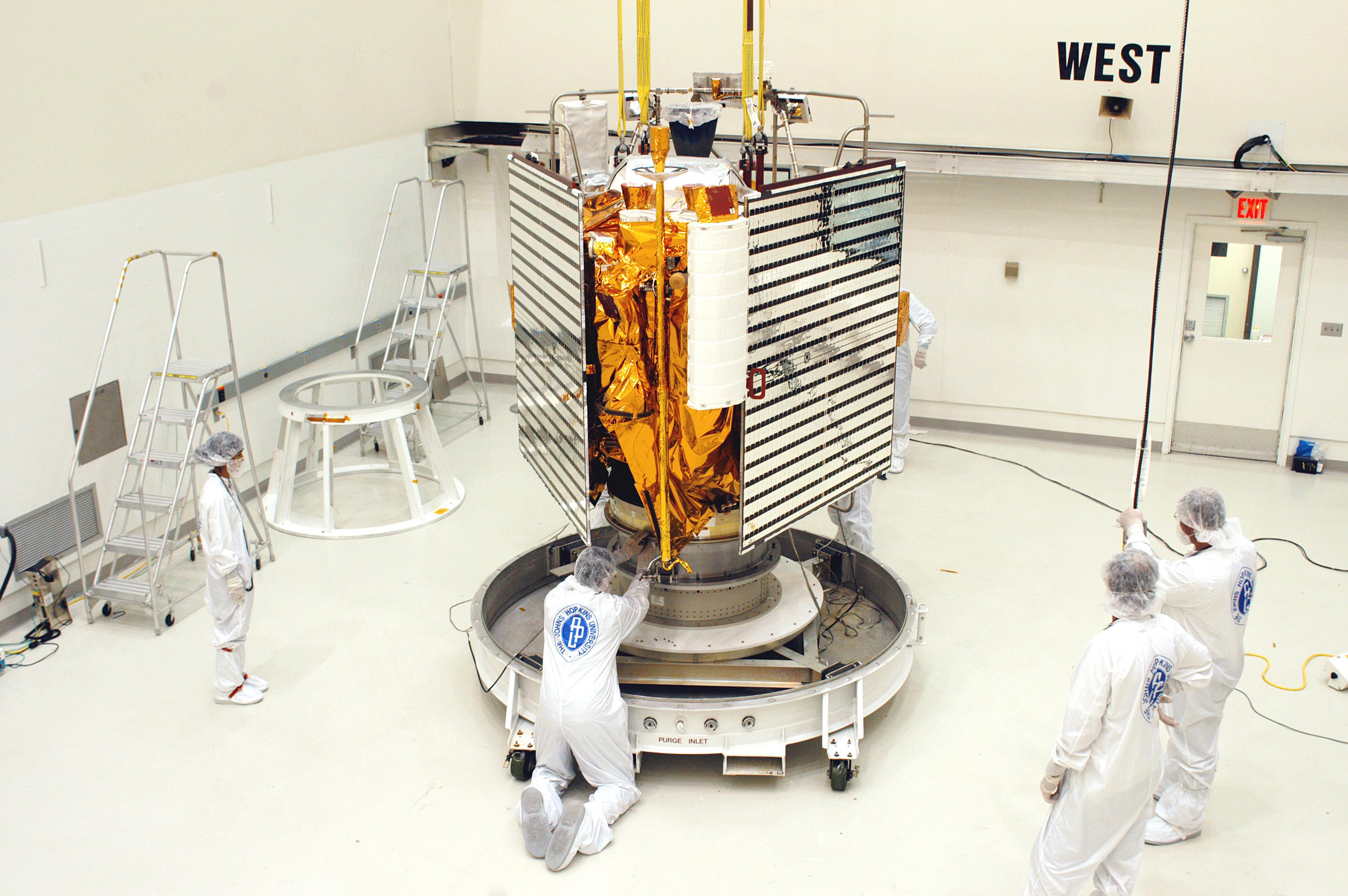
A MESSENGER összeszerelése az Astrotech központjában

A MESSENGER-t a Johns Hopkins Egyetem Alkalmazott Fizikai Laboratóriuma (JHU/APL) építette. Két napelemtábla termelte az elektromos energiát. A magnetométer egy 3,6 m-s rúd végén volt található. Teljes tömege 1,093 t; amiből 607,8 kg hajtóanyag és hélium. Egy nagy hajtómű (645 N), négy közepes hajtómű (22 N) és tíz kisebb hajtómű (4 N) módosította a repülési pályát és hajtotta a szondát. A kommunikáció X-sávon történt. A fedélzeti számítógépnek négy sugárzástűrő IBM RAD6000 processzora volt.

### Műszerek
- Mercury Dual Imaging System (MDIS)
- Gamma-Ray and Neutron Spectrometer (GRNS)
- Magnetometer (MAG)
- Mercury Laser Altimeter (MLA)
- Atmospheric and Surface Composition Spectrometer (ASCS)
- Energetic Particle and Plasma Spectrometer (EPPS)
- X-ray Spectrometer (XRS)
- Radio Science (RS)

### Energiaellátó rendszer
A szonda energiaellátásáról napelemek gondoskodtak, melyek összfelszíne mintegy 5 m². A panelek olyan anyagokból készültek, amelyek kibírták a 250 C° hőmérsékletet is, de a panelek nem irányultak közvetlenül a Nap felé, ezzel a normális működési hőmérsékletüket 135 C°-ra csökkentették. A termelt elektromos energiát nikkel-hidrogén (NiH2) akkumulátorok tárolták, a berendezések innen kapták az áramot.